# 加爾文廣場站
加爾文廣場站（匈牙利語：Kálvin tér）是匈牙利布達佩斯地鐵3號線和4號線的交會車站。加爾文廣場站位於加爾文廣場，名稱來自於宗教改革家約翰·加爾文。在這裡可以換成9、15和115路公車。